# KV33
Das altägyptische, im Tal der Könige gelegene, Grabmal KV33 wurde 1898 von Victor Loret entdeckt. Der Grabinhaber ist unbekannt. Dem Baedeker von 1902 zufolge handelt es sich um ein kleines Grab. Es besteht aus zwei undekorierten leeren Kammern und war über eine Treppe erreichbar.
KV33 liegt nordöstlich von KV34. Elizabeth Thomas zufolge handelt es sich um ein der Bestattung von Thutmosis III. dienendes Grab. Arthur Weigall hingegen nahm an, dass das Grab einem Mitglied der königlichen Familie Thutmosis III. bzw. dessen Wesir Rechmire gehörte.
Das unbenutzte Grab wurde nie vollständig freigelegt und blieb unpubliziert. Einen genauen Plan vom Grab gibt es nicht. Heute ist es nicht mehr zugänglich, da der Eingang überbaut wurde.